# Bawanglihöhle
Die Bawanglihöhle ist eine aktive (von Wasser durchflossene) Höhle und liegt in der Gemeinde Muotathal im Kanton Schwyz in der Schweiz. Die Länge beträgt etwa 1425 m und die Höhendifferenz 95 m. Die Erstbegehung fand durch die Höhlen-Gruppe Muotathal (HGM) über den E1 (Eingang 1) am 12. Juli 1983 statt.

## Weblink / Quelle
- Bawanglihöhle auf der Internetpräsenz der Höhlen-Gruppe Muotathal

Koordinaten: 46° 58′ 28,97″ N, 8° 45′ 28,98″ O; CH1903: 700393 / 203470